# Roger Casslind
Sven Roger Casslind, född 9 februari 1958, är en svensk tidigare fotbollsspelare (mittback).
Casslind representerade mellan 1979 och 1987 Djurgårdens IF, och spelade sammanlagt 154 seriematcher (2 mål) för klubben.